# Emme Groot
E.A. (Emme) Groot (Delfzijl, 23 oktober 1956) is een Nederlands politicus van de Partij van de Arbeid.
Hij was van 1996 tot 2000 wethouder in Winschoten en daarna van 2000 tot 2008 burgemeester van Appingedam. In september 2008 volgde zijn benoeming tot burgemeester van Delfzijl.
Op 18 april 2015 kondigde Groot aan per 1 juli 2015 te stoppen als burgemeester in Delfzijl. Op 9 juni werd Gerard Beukema benoemd om hem per 1 oktober 2015 als waarnemend burgemeester op te volgen.
Thans vervult de Groot diverse maatschappelijke functies; voorzitter bestuur Stichting Huis van de Groninger Cultuur, voorzitter bestuur Stichting Economic Board Groningen, voorzitter Raad van Toezicht Stichting Openbaar Onderwijs Marenland, voorzitter bestuur Stichting Vrienden van de Ommelander Ziekenhuis Groep locatie Lucas, bestuurslid Stichting Kampvreugd en voorzitter Raad van Commissarissen Stichting Woonborg.